# Учнар, Петер
Петер Ухнар (словац. Peter Uchnár; род. 1970, Собранце, (ныне Кошицкий край Словакии) — словацкий художник, иллюстратор, педагог.

## Биография
После окончания Высшей школы прикладного искусства в Кошице, продолжил учебу по специальности гравюра в Братиславской Академии изящных искусств и дизайна под руководством профессора Душана Каллая.
С 1999 по 2002 преподавал в альма-матер в Братиславе.
В настоящее время он живет и работает в г. Пезинок недалеко от Братиславы, где занимается гравюрой, живописью и книжной иллюстрацией.

## Творчество
Петер Ухнар — один из выдающихся художников-иллюстраторов Словакии молодого поколения.
За свои работы получил ряд наград. В 1999 он был удостоен «Золотого пера» в Белграде, приза Министерства культуры Словацкой республики, приза «Самая красивая книга» в Словакии и престижной награды «Золотое яблоко» (Golden Apple) на биеннале иллюстраций к детским книгам Братислава’99 за иллюстрации книги Джонатана Свифта «Путешествия Гулливера» и в 2009 году — премии детского жюри (Братислава).
Неоднократный лауреат премии за «Самую красивую книгу Словакии» (конкурсы 1998, 2004, 2009, 2011). В 2010 году Ухнар как художник-иллюстратор книг для детей и юношества был номинирован кандидатом на премию имени Ханса Кристиана Андерсена.